# Bulbophyllum surigaense
Bulbophyllum surigaense é uma espécie de orquídea (família Orchidaceae) pertencente ao gênero Bulbophyllum. Foi descrita por Oakes Ames e Eduardo Quisumbing y Argüelles em 1933.